# مارك جوردن
مارك جوردن هو عازف جاز وكاتب أغاني ومغني ومنتج أسطوانات كندي، ولد في 1947 في بروكلين في الولايات المتحدة.

## وصلات خارجية
- الموقع الرسمي
- مارك جوردن على موقع IMDb (الإنجليزية)
- مارك جوردن على موقع ميوزك برينز (الإنجليزية)
- مارك جوردن على موقع ديسكوغز (الإنجليزية)
- مارك جوردن على موقع قاعدة بيانات الفيلم (الإنجليزية)